# Sharky et Georges
 (janvier 2024).
Sharky et Georges est une série télévisée d'animation française en 104 épisodes de 13 minutes, créée par Michel Haillard et Patrick Regnard et diffusée en 1990 sur Canal+ puis rediffusée sur Antenne 2, en 1995 sur FR3 dans l'émission Les Minikeums en 30 janvier 1999 sur France 5  dans l'émission Ça tourne Bromby et Bonsoir les Zouzous.
Au Québec, elle a été diffusée à partir du 7 septembre 1991 au Canal Famille, à partir du 1er mars 1992 à Super Écran, puis en clair à partir du 7 septembre 1998 à TQS.

## Synopsis
L'histoire se déroule dans une ville sous-marine, peuplée de poissons intelligents, nommée Méropolis. Sharky, un gros requin rose portant un petit chapeau, et Georges, un petit poisson au corps bleu et au visage jaune, y sont détectives privés associés et passent la plupart de leur temps à déjouer les méfaits des multiples "méchants" récurrents de la série, notamment le trio Roger "le roquet", La Globule et Marcel, le docteur Méduse, Homard le Rouge et ses crabes noirs, Howard Glauque et Goldwin Maquereau.

## Voix
- Benoît Allemane : Sharky
- Gérard Loussine : Georges
- Klaus Blasquiz : Docteur Méduse
- François Jerosme, Jean-Claude Donda, Marie Vincent : voix additionnelles
- Musique de Philippe Bouvet

 Source et légende : version française (VF) sur RS Doublage

## Épisodes

### Première saison
1. Panique chez les huîtres
2. Pas de brandade pour la morue
3. Docteur Anguille et Mister Crabe
4. Pas de bigorneaux pour Ok Corail
5. Le chapiteau de la honte
6. Terrain gras pour Belle-de-Mer
7. La fureur de rire
8. Coup de grisou chez les mérous
9. Miss Crevette ne répond plus
10. Du louche dans l’eau douce
11. SOS baleine en détresse
12. Panne de son pour les thons
13. Sharky voit rouge
14. Alerte à l’usine
15. La ruée vers le plancton
16. Terminus aquarium
17. Pas de médaille pour Sharky
18. Requiem pour un cœlacanthe
19. Du rififi chez les sardines
20. Plancton bidon
21. Signe Docteur Méduse
22. Les derniers jours de Meropolis
23. Ballotage dans les bas fonds
24. Arnaque à la nacre
25. Sortilège en « LA » majeur
26. Le tourbillon infernal

### Deuxième saison
1. Le testament de Sherlock Rollmops
2. Danger crabes enragés
3. Le triangle des merlus
4. Megahertz pour mégalo
5. Corail tragique pour Omar Ben Sardine
6. Des bulles dans la prairie
7. Dernière station Pirazonie
8. Sale temps pour Téharengs
9. Baston dans les bas fonds
10. L'écailler du cinéma
11. Le mystère de l’os de seiche
12. Pas de loukoum pour Sharky
13. Alertez les morues
14. La nuit du Merlan
15. Les glaçons de la terreur
16. Beurre noir pour le homard
17. Surboum à Tchernomoule
18. Le monstre de l’Eliott Ness
19. Les bétonneurs du crépuscule
20. Le siphonneur siphonné
21. Les perles de la honte
22. Aller simple pour Téharengs
23. La piste de l’épouvante
24. Attention haute tension
25. La victoire de Méduse
26. Viva Sharky et Georges

### Troisième saison
1. Dernier vol pour la banquise
2. Conte à rebours
3. Drapeau noir pour le homard
4. Le miroir qui ment
5. L’explorateur
6. Allergie pour Sharky
7. Le baiser du poisson vampire
8. Marathon dans les grands fonds
9. Daphnies en furie
10. Ça craque à Belon Park
11. Pas touche à l’eau douce
12. La guerre des étoiles de mer
13. Tournez manèges
14. Monseigneur La Globule
15. Homard superstar
16. La déesse verte
17. Le turban maléfique
18. Échec et mat Docteur Méduse
19. Pas de cadeau pour Sharky
20. Court circuit pour les torpilles
21. Le cri des abysses
22. Destination court-bouillon
23. Le retour de Toutankhomard
24. À la recherche du temple perdu
25. Méli-mélo chez les escrocs
26. Les tentacules de la peur
27. La piste aux écailles
28. Les naufrageurs du gouffre noir
29. Le secret de la forêt d'algues
30. Pas de danse pour Kasi
31. Cache-cache carapace
32. La grande barbouille
33. Le tribunal des scélérats
34. La malédiction du cristal
35. Meropolis adieu
36. Le cauchemar de la nuit des temps
37. Le mystère de la tache noire
38. Pour quelques daphnies de plus
39. Les météorites de l'apocalypse
40. Dur défi pour Sharky
41. Sharky mord à l'hameçon
42. L'incroyable légende de la perle magique
43. La revanche des bigorneaux
44. Objectif bulles
45. La ténébreuse affaire des voleurs de bulles
46. Malfrats Circus
47. Opération galion
48. Pour l'amour d'une crevette
49. La croisière de l'angoisse
50. Objet flottant non identifié
51. Les mille et une huîtres
52. La ballade de Sharky et Georges

## Récompenses
- Prix Gémeaux 1992 : Meilleure émission ou série d'animation